# Gornji Budanj
Gornji Budanj je naseljeno mjesto u općini Foča, Republika Srpska, BiH. Popisano je kao samostalno naselje na popisu 1961., a na kasnijim popisima ne pojavljuje se, jer je 1962. spajanjem s Donjim Budnjem stvoreno naselje Budanj (Sl.list NRBiH, br.47/62). Južno su rudnici. Okolna naselja su Daničići, Kozja Luka, Anđelije, Izbišno, Donji Budanj i Miljevina.

## Stanovništvo
| Narod     | Popis 1961. |
| --------- | ----------- |
| Hrvati    |             |
| Muslimani | 126         |
| Srbi      | 65          |
| ostali    |             |
| Ukupno    | 191         |